# Pabbaddzsa
A pabbaddzsa (páli; szanszkrit: pravradzsja, kínai: 出家, pinjin: csu-csia, japán: sukke) szó szerinti jelentése „tovább menni”, amely a buddhizmusban arra utal, hogy egy világi személy hátrahagyva az otthonát csatlakozik a szerzetesek vagy apácák buddhista közösségéhez (bhikkhuk és bhikkhunik). Ez általában egy előzetes felvételi szertartással kezdődik, amely által először papnövendékké válnak (fiú: srámanéra, lány: srámanéri). Néha úgy is nevezik, hogy „alacsonyabb szintű szerzetesi felvétel”. Bizonyos idő után, vagy ha az illető betöltötte a huszadik életkorát, elérhetővé válik az upaszampadá szertartásra (vagy „magasabb szintű szerzetesi felvétel”), amely által teljes jogú szerzetessé  (bhikkhu) vagy apácává (bhikkhuni) válhat.
Néhány hagyományosan théraváda országban – például Burmában – a fiúk pubertás korban vesznek részt a pabbaddzsa (sinbju) szertartáson. A mahájána országokban – mint például Kína vagy Japán – a pabbaddzsa szertartás előtt próbaidőszak van.